# 兰店站
兰店站位于中国辽宁省大连市下辖庄河市吴炉镇，经过本站的铁路有丹大城际铁路和岫庄铁路，是一个货运火车站。

## 历史
兰店站于2015年12月17日随丹大快速铁路一起投入使用。